# Dragijevica
Dragijevica (cyr. Драгијевица) – wieś w Serbii, w okręgu kolubarskim, w gminie Osečina. W 2011 roku liczyła 532 mieszkańców.